# Gornji Grad
Gornji Grad là một khu tự quản (tiếng Slovenia: občine, số ít – občina) trong vùng Savinjska của Slovenia. Gornji Grad có diện tích 90.1 km2, dân số là theo điều tra ngày 31 tháng 3 năm 2002 là 2595 người. Thủ phủ khu tự quản Gornji Grad đóng tại Gornji Grad.